# Brookville (Pennsilvània)
Brookville és una població dels Estats Units a l'estat de Pennsilvània. Segons el cens del 2000 tenia 4.230 habitants.

## Demografia
Segons el cens del 2000, Brookville tenia 4.230 habitants, 1.849 habitatges, i 1.140 famílies. La densitat de població era de 507,2 habitants per quilòmetre quadrat.
Dels 1.849 habitatges en un 28% hi vivien nens de menys de 18 anys, en un 47% hi vivien parelles casades, en un 11,5% dones solteres, i en un 38,3% no eren unitats familiars. En el 33,9% dels habitatges hi vivien persones soles el 18,3% de les quals corresponia a persones de 65 anys o més que vivien soles. El nombre mitjà de persones vivint en cada habitatge era de 2,23 i el nombre mitjà de persones que vivien en cada família era de 2,85.
Per edats la població es repartia de la següent manera: un 22% tenia menys de 18 anys, un 8,1% entre 18 i 24, un 26,1% entre 25 i 44, un 23,4% de 45 a 60 i un 20,5% 65 anys o més.
L'edat mediana era de 41 anys. Per cada 100 dones de 18 o més anys hi havia 81,2 homes.
La renda mediana per habitatge era de 30.843 $ i la renda mediana per família de 38.438 $. Els homes tenien una renda mediana de 29.940 $ mentre que les dones 20.395 $. La renda per capita de la població era de 18.437 $. Entorn del 9,1% de les famílies i el 13,2% de la població estaven per davall del llindar de pobresa.

## Poblacions properes
El següent diagrama mostra les poblacions més properes.